# Sorriba (Cistierna)
Sorriba o también denominado Sorriba del Esla es una localidad del municipio de Cistierna, en la provincia de León (España). 

## Situación
Se accede desde Cistierna en dirección a Mansilla de las Mulas a través de la N-625 y es el primer pueblo situado.

## Población
En el INE de 2016 tiene 143 habitantes.

## Comunicaciones
La localidad, en el valle del río Esla, dispone de estación de ferrocarril de vía estrecha, perteneciente al Ferrocarril de la Robla.